# Епифанцев, Георгий Семёнович
Гео́ргий Семёнович Епифа́нцев (31 мая 1939, Камыш-Бурун, Приморский район, Крымская АССР, СССР — 27 июля 1992, Москва, Россия) — советский актёр театра и кино. Отец российского актёра Владимира Епифанцева.

## Биография
Георгий Епифанцев родился 31 мая 1939 года в посёлке Камыш-Бурун, район Аршинцево (Керчь).
Окончил Школу-студию МХАТ (курс Павла Массальского) в 1960 году, однокурсник Владимира Высоцкого.
С 1959 по 1966 год играл на сцене МХАТа. В 1966 году перешёл в Театр на Таганке, но уже в следующем, 1967 году, вернулся во МХАТ, где работал до 1990 года. После окончательного ухода из театра гастролировал с моноспектаклем, посвящённым Тысячелетию крещения Руси.
В кино начал сниматься в конце 1950-х годов, первая крупная работа — главная роль в фильме «Фома Гордеев» (1959). Другая знаменитая роль — Прохор Громов в телесериале «Угрюм-река» (1968). Снимался также в фильмах: «Девять дней одного года» (1962), «Непридуманная история» (1964), «Приваловские миллионы» (1972), «Истоки» (1973), «С любимыми не расставайтесь» (1979) и других. Последний фильм с его участием вышел на экраны в 1991 году (трагикомедия «Это я — дурочка»).
В начале 1990-х торговал ширпотребом с лотка, а также собственной живописью и картинами жены. 

### Смерть
27 июля 1992 года, возвращаясь с Киевского рынка в нетрезвом состоянии и переходя железнодорожное полотно, был насмерть сбит товарным составом. По одной из версий, он случайно оказался между двумя встречными поездами, ветром его толкнуло под колеса. Похоронен в Москве на Троекуровском кладбище (участок № 10 ст).

## Семья
Был женат на Татьяне Епифанцевой, получившей образование инженера-экономиста, впоследствии ставшей художницей и работавшей в театрах. Из-за пьянства забрала младших детей и ушла от мужа. У актёра было трое детей: два сына (Михаил и Владимир) и дочь Наталья. Михаил в детстве сыграл в эпизоде сериала «Место встречи изменить нельзя», но не был принят в театральный институт, служил в армии и работал продавцом. Начал злоупотреблять алкоголем и наркотиками, умер 9 ноября 1998 года. Владимир стал актером.
Сестра — Татьяна Епифанцева (в замужестве Столярова).

## Творчество

### Роли в театре

#### Театр на Таганке
- 1966 — «Десять дней, которые потрясли мир» Дж. Рида[1]

#### Московский Художественный театр
- 1961 — «Три толстяка» М. А. Горюнова по роману Ю. К. Олеши — Просперо[1]
- 1961 — «Над Днепром» А. Е. Корнейчука — Пётр Андреевич Орёл
- 1962 — «Зимняя сказка» У. Шекспира — Моряк
- 1963 — «Друзья и годы» Л. Г. Зорина — Шура
- 1963 — «Бронепоезд 14-69» Вс. В. Иванова — Злобин
- 1965 — «Дон Кихот ведёт бой» В. Н. Коростылёва — лейтенант Тресси
- 1967 — «Чрезвычайный посол» А. С. и П. Л. Тур — 1-й солдат
- 1970 — «Нахлебник» И. С. Тургенева — Карпачёв
- 1972 — «Валентин и Валентина» М. М. Рощина — Володя
- 1972 — «Сталевары» Г. К. Бокарева — Фёдор
- 1973 — «Старый Новый год» М. М. Рощина — Гоша
- 1974 — «Дни Турбиных» М. А. Булгакова — офицер Фёдоров
- 1977 — «Мятеж» по роману Д. А. Фурманова — Шегабутдинов
- 1978 — «Мария Стюарт» Шиллера — граф Кент
- 1980 — «Принц и нищий» С. В. Михалкова по М. Твену  — Генрих VIII и Джон Кенти
- 1981 — «Волоколамское шоссе» по повести А. А. Бека — лейтенант Заев
- 1981 — «Так победим!» М. Ф. Шатрова — Крестьянин и Середняк
- 1982 — «Обвал» по роману М. Джавахишвили — Джако Дживашвили
- 1986 — «По соседству мы живём» С. Лобозерова — Матвей
- 1987 — «Перламутровая Зинаида» М. М. Рощина — Матвей
- 1988 — «Кабала святош» М. А. Булгакова — отец Варфоломей
- 1989 — «Варвары» М. Горького — Редозубов

### Фильмография
Художественные фильмы
- 1959 — Фома Гордеев — Фома Гордеев
- 1961 — Девять дней одного года — донор Митя
- 1962 — Цветок на камне — Арсен Загорный
- 1962 — Течёт Волга — Алексей, практикант
- 1963 — Непридуманная история — Анатолий Левчуков
- 1964 — Я — Куба — читает авторский текст
- 1965 — Залп «Авроры» — матрос
- 1965 — Сердце матери — Марк Елизаров
- 1966 — Верность матери — Марк Елизаров
- 1968 — И снова май! — Григорий Шульга
- 1968 — Угрюм-река — Прохор Петрович Громов
- 1971 — Весёлые Жабокричи — Чупрун
- 1972 — Приваловские миллионы — Александр Привалов
- 1973 — Истоки — Савва Крупнов, директор завода
- 1976 — Сибирь — Агей
- 1976 — Опровержение — директор кирпичного завода
- 1976 — Мы вместе, мама — Андрей Сергеевич Недин
- 1978 — На новом месте — Ермаков, браконьер
- 1979 — Поэма о крыльях — лётчик Попов
- 1979 — С любимыми не расставайтесь — Белов
- 1979 — Своё счастье — начальник треста, муж бывшей жены Резникова (озвучил актёр Павел Морозенко)
- 1981 — Странный отпуск — Борис Михайлович, секретарь горкома партии
- 1991 — Это я — дурочка

Телеспектакли
- 1962 — Седьмой спутник — чтец
- 1966 — Тени старого замка — капитан Тенин
- 1971 — Коммунары — Васюха
- 1972 — Льды уходят в океан — Харитон Езерский
- 1980 — Мятеж — Шегабутдинов
- 1984 — Волоколамское шоссе — Заев